# 1411 Brauna
Brauna (asteróide 1411) é um asteróide da cintura principal com um diâmetro de 31,17 quilómetros, a 2,8468396 UA. Possui uma excentricidade de 0,0526399 e um período orbital de 1 902,67 dias (5,21 anos).
Brauna tem uma velocidade orbital média de 17,18180489 km/s e uma inclinação de 8,05152º.
Esse asteróide foi descoberto em 8 de Janeiro de 1937 por Karl Reinmuth.